# Заруцький Афанасій Олексійович
Афанасій Заруцький (1860-ті рр., Глухів — близько 1723, Новгород-Сіверський) — український письменник-панегірист часів гетьманів Івана Мазепи та Івана Скоропадського.

## Біографія
Народився в сім'ї бунчукового товариша, глухівського міського отамана, згодом протопопа новгород-сіверського Олексія Заруцького. Перебував у родинних стосунках з сім'єю Мировичів через одруження сина з Анастасією Мирович.
Освіту здобув у Києво-Могилянській академії (у 1670-х — на початку 1680-х років) і, можливо, також за кордоном. 1688 — священик у Ніжині. 1694 3аруцький виконував обов'язки новгород-сіверського протопопа, але займався лише господарськими справами. Належав до вченого гуртка архієпископа Лазаря Барановича. 1687–1688 написав панегірик «Книжица на похвалу превисокого имени пресветлейших и державнейших великих государей…», в якому прославляв гетьмана Івана Мазепу і князя В. Голіцина. Баранович схвально відгукнувся про цей твір, рекомендував його автора гетьману. Останній представив його князю В. Голіцину: «Видячи я не малую працу Афанасия Заруцкого в начертаню книжици ко прославлению маєстату их царского пресветлого величества и вашои княжой велможности, теди, в награду тих его прац… бью челом… покажи милосердие свое над ним… ижь барзо цнотливе, и благородно живе, и в науце книжной есть досконалий». Твір залишився невиданим.
12 листопада 1708 в Глухові у присутності царя Петра І і новообраного гетьмана Івана Скоропадського виголосив промову, в якій змушений був засуджував «изменические дела» Івана Мазепи, за що отримав нагороду від царя: царську жаловану підтвердну грамоту на сільце Білокопитове та інші землі, а також угіддя, що належали його батькові в Глухівському та Новгород-Сіверському повітах. У двох верстах від сільця Білокопитова в слобідці Білокопитівці Заруцькі збудували собі будинок, і місце це стало називатися хутір Заруцький, а село, що виникло поруч, стало іменуватися Клевень, абсолютно витіснивши з вживання колишню назву.
1717 року написав книгу «Хлеб ангельскій, на крестном жертвникь испеченный». Це — єдиний твір 3аруцького, що дійшов до нас у рукописі. За конклюзію, що додавалась до цього твору, в якій він прославляв царя Петра І, був нагороджений за наказом І. Скоропадського. Рукопис твору прикрашали авторські вірші, дедикації (присвячення) та малюнки.

## Родина
Афанасій Заруцький, одружився з дочкою багатого Новгород-Сіверського міщанина Парасковією Костянтинівною Пригарою, взяв за нею гарне придане, і в 1692 році, після смерті свого батька, заступив на місце Новгород-Сіверського протопопа.
Діти
- Олексій,
- Андрій,
- Іван.

Після смерті Афанасія Заруцького всі його володіння були поділені між синами Олексієм, Андрієм та Іваном Заруцькими, двом останнім дісталися землі у Глухівському повіті. Іван успадкував слобідку Стару Наумовку, а Андрій отримав сільце Білокопитове і село Клевень з хутірцем батька. 
Після цього почалася низка позовів за цю спадщину. Вдова Афанасія Заруцького була незадоволена марнотратством свого сина Андрія та його дружини, тому, наблизивши до себе свого племінника, тодішнього ділка, Петра Васильовича Валькевича, і розділивши з сином володіння, свою частину, у тому числі й сільце Білокопитове з селом Клевень, заповідала Валькевичу.